# Siły Zbrojne Belgii
Siły Zbrojne Belgii (nl. Defensie van België; fr. Armée belge) – siły zbrojne przeznaczone do obrony i ochrony interesów Królestwa Belgii.
Wojska belgijskie w 2014 roku liczyły 33 tys. żołnierzy służby czynnej oraz 6,5 tys. rezerwistów. Według rankingu Global Firepower (2021) belgijskie siły zbrojne stanowią 68. siłę militarną na świecie, z rocznym budżetem na cele obronne w wysokości 5,1 mld dolarów (USD).

## Struktura i uzbrojenie
Siły Zbrojne Belgii stanowią:
- Wojska Lądowe
- Siły Powietrzne
- Marynarka Wojenna
- Belgijski Oddział Medyczny

Uzbrojenie sił lądowych Belgii (2014) składało się z: 52 czołgów oraz 3295 opancerzonych pojazdów bojowych. Marynarka wojenna Belgii dysponowała: 2 okrętami obrony przybrzeża, pięcioma okrętami obrony przeciwminowej oraz dwoma fregatami.